# آموزش زبان فارسی
آموزش زبان فارسی به لحاظ اجرایی، به سه دسته کلی قابل تقسیم است:
1. آموزش فارسی به عنوان زبان اصلی
2. آموزش فارسی به عنوان زبان دوم
3. آموزش فارسی به عنوان زبان خارجی

## آموزش فارسی به عنوان زبان اصلی
در کشورهای فارسی زبان، آموزش زبان و ادبیات فارسی به صورت رسمی تحت نظر وزارتخانه‌های مرتبط و برنامه درسی رسمی، انجام می‌شود. در این برنامه درسی دانش آموزان ابتدا خواندن و نوشتن فارسی را یادگرفته و سپس به صورت تدریجی دانش و مهارت آنها در حوزه دستور زبان و ادبیات فارسی افزایش می‌یابد. به عنوان مثال، در ایران وزارت آموزش و پرورش متولی رسمی آموزش دروس مختلف در مدارس از جمله آموزش زبان و ادبیات فارسی می‌باشد. کتابهای آموزش فارسی در پایه‌های مختلف هم از طریق وبگاه دفتر تألیف کتب درسی قابل دسترسی است. کتابهای درسی افعانستان از جمله کتاب فارسی هم از طریق وبگاه وزارت معارف افغانستان بایگانی‌شده  در ۲۳ ژانویه ۲۰۱۹ توسط Wayback Machine قابل دسترسی است. همچنین، در برخی از کشورهای غیر فارسی زبان مانند آلمان، اتریش، چین، مالزی، ترکیه، عمان، تعدادی مدارس ایرانی تحت نظر سفارت جمهوری اسلامی ایران فعال هستند که از برنامه درسی رسمی ایران پیروی کرده و فارسی به عنوان زبان اصلی تدریس می‌شود.

### مدارس آموزش از دور منطبق با سیستم آموزش و پرورش جمهوری اسلامی ایران
چهار مدرسه آموزش از دور به نامهای ثمین، رایان کاشیها، روشنگر و صبا هم برای ارایه خدمات آموزشی مطابق با سیستم رسمی آموزش و پرورش جمهوری اسلامی ایران مشغول به فعالیت هستند. این مدارس کلیه مقاطع و پایه‌های آموزشی مطابق با سیستم آموزشی ایران را ارایه داده و در صورت موفقیت دانش‌آموز در آزمون نهایی، مدرک زسمی و مورد تأیید آموزش و پرورش جمهوری اسلامی ایران را ارایه می‌کنند.

## آموزش فارسی به عنوان زبان دوم
این رویکرد آموزشی معمولاً برای آموزش فارسی به بچه‌های فارسی‌زبانانی بکار برده می‌شود که در مدارس محلی و در سیستم رسمی آموزش کشور محل اقامتشان مشغول به تحصیل بوده و زمان نسبتاً کمی را می‌توانند به یادگیری زبان فارسی بخصوص خواندن و نوشتن فارسی اختصاص بدهند. با توجه به جمعیت قابل توجه فارسی زبانان مقیم خارج، تعداد بسیار زیادی از بچه‌ها در این گروه قرار می‌گیرند. آموزش فارسی به این بچه‌ها با چالشهای متنوعی مانند کمبود مراکز آموزشی، کمبود منابع آموزشی مناسب، متفاوت بودن دانش آموزان شرکت کننده در یک کلاس آموزش زبان فارسی از جهات مختلف مانند سن و میزان آشنایی آنها با مکالمه فارسی مواجه است.

### مدرسه فارسی آنلاین برای آموزش مکالمه، خواندن و نوشتن فارسی به بچه‌ها
به دلیل پراکندگی فارسی زبانان مقیم خارج از کشور در شهرها و کشورهای مختلف، بسیاری از دانش آموزان به مدرسه فارسی دسترسی ندارند یا رفت‌وآمد به آنها برایشان هزینه و زمان زیادی برمی‌دارد. مدرسه فارسی آنلاین مدرسه ای است که امکان آموزش فارسی به اینگونه بچه‌ها را، با روشها و محتویات آموزشی تولید شده در این مدرسه، فراهم آورده‌است.

## آموزش فارسی به عنوان زبان خارجی
این نوع آموزش معمولاً به افراد بزرگسال غیر فارسی زبان که به یادگیری فارسی علاقه‌مند هستند ارایه می‌شود. تفاوتهای زیادی در بافت یادگیرندگان، رویکرد و روش آموزش بین آموزش فارسی به عنوان زبان دوم به بچه‌ها، و آموزش فارسی به عنوان زبان خارجی به بزرگسالان وجود دارد. به عنوان نمونه آموزش بزرگسالان به لحاظ فرایندهای ذهنی و روانشناختی و در نتیجه روش آموزش و یادگیری تفاوتهای بسیاری با آموزش بچه‌ها دارد. آموزش فارسی به عنوان زبان خارجی را می‌توان به دو گروه تقسیم کرد. گروه اول، ارایه آموزش فارسی از طریق رشته‌هایی مانند زبان و ادبیات فارسی در دانشگاه‌های کشورهای خارجی است. در حال حاضر در تعداد زیادی از دانشگاه‌های معروف دنیا رشته آموزش زبان فارسی وجود دارد و تعداد زیادی از علاقه‌مندان زبان و ادبیات فارسی در آنها مشغول به تحصیل هستند. و نرم‌افزارهای آموزشی متفاوتی هم برای آموزش فارسی تولید شده‌است.